# Примас
Примас е титла, която е с различно значение в различните православни Църкви.

## Католическа църква
В Католическата църква примасът е католически архиепископ, чиято архиепископия е с историческо значение, определена от Ватикана. Считан е за първи между равните му по ранг архиепископи, латински патриарх. Той няма определена власт, а най-често изпълнява представителни функции. През Средновековието примасът изпълнява ролята на най-важния сред епископите, който представлява Ватикана в държавата и е председател на Синода. В негова власт е издигането в сан архидякон и промяната на границите на митрополията.
Примаси в различните държави са архиепископите на:
- Италия – Рим (т.е. папата);
- Франция – Лион;
- Испания – Толедо;
- Чехия (и Чехословакия) – Прага;
- Унгария – Естергом;
- Австрия – Залцбург;
- Полша – Гнезно (изключение сега прави настоящият примас кардинал Юзеф Глемп, бивш Гнезненски и Варшавски митрополит до 1992, когато престава да бъде глава на Гнезненската архиепископия и запазва титлата, а на 6 декември 2006 – когато престава да бъде и варшавски митрополит, пак запазва титлата си на примас, като ще я носи до смъртта си или докато навърши 80 години, след което тя ще бъде върната на Гнезненския архиепископ);
- Германия – Майнц (до 1801 г.);
- Ирландия – Арма;
- Англия – Кентърбъри и Йорк;
- Белгия – Брюксел;
- Скандинавските държави – Лунд (Швеция);
- Португалия – Лисабон;
- Бразилия – Сан Салвадор да Бая;
- Зимбабве – Хараре;
- България – Велико Търново.

На 8 декември 1204 година митрополит Василий Търновски е обявен за примас, а българският владетел Калоян получава кралска корона по силата на унията с Римската църква.

## Православна църква
В православието титлата примас съответства на главата на автокефалната Църква – екзарх или архиепископ и донякъде на патриарх.

## Англиканска църква
Примас е широко използвана титла в англиканството и се използва за определяне на религиозния водач на Църквата в различните държави.